# Antiallergikum
Ein Antiallergikum ist ein Medikament, das die Symptome einer allergischen Erkrankung beseitigt oder zumindest lindert.

## Einteilung
Eine Einteilung von Antiallergika erfolgt nach den Wirkstoffgruppen und nach der Art der Anwendung.

### Wirkstoffgruppen zur Einnahme
- Antihistaminika
- Mastzellstabilisatoren, z. B. Cromoglicinsäure, Nedocromil-Natrium
- Organ- und/oder mikroorganismenhaltige Präparate
- Kortikosteroide: Wirksame entzündungshemmende Medikamente, die bei schweren allergischen Reaktionen eingesetzt werden. Sie unterdrücken die Immunantwort und lindern Symptome wie Schwellungen und Entzündungen.[1][2]
- Hyposensibilisierungslösungen
- pflanzliche Wirkstoffe z. B. Extrakte der Tragantwurzel (Handelsname: Allvent, Lectranal)[3] (oder andere, die in der anthroposophischen Medizin eingesetzt werden)

### Antiallergika zur lokalen, äußerliche Anwendung
- Augentropfen
- Nasentropfen oder -sprays
- Sprays zur Inhalation (Dosieraerosole)
- Cremes